# Объект 263
Объект 263 — советский проект тяжёлой ПТ-САУ.

## История создания
Машина создавалась в Особом конструкторском бюро танкостроения (ОКБТ) Ленинградского завода имени Кирова в 1950—1951 гг. Ведущим инженером эскизного проекта был назначен В. С. Старовойтов. Под его руководством был выполнен эскизный проект в трёх вариантах и деревянный макет машины в натуральную величину. Однако затем работы по машине были прекращены.

## Описание конструкции
Машина создавалась на шасси танка  ИС-7. В бронированной рубке машины устанавливалось 130-мм корабельное орудие.

### Вооружение
В качестве основного вооружения использовалась 130-мм пушка С-70А, разработанная в Центральном артиллерийском конструкторском бюро, главным конструктором являлся В. Г. Грабин. Скорострельность пушки составляла от 1 до 1,5 выстрелов в минуту. Возимый боекомплект составлял 14 выстрелов.

## В компьютерных играх
В MMO-игре World of Tanks ПТ-САУ присутствует в качестве прокачиваемой машины 9-го уровня советского дерева развития.
В MMO-играх World of Tanks Blitz и World of Tanks Console ПТ-САУ присутствует в качестве прокачиваемой машины 10-го уровня советского дерева развития.  
В MMO-игре Tanks Blitz ПТ-САУ присутствует в качестве прокачиваемой машины 10-го уровня советского дерева развития и имеет "барабан" на 2 снаряда с системой дозарядки.    